# 斯圖達爾
斯圖達爾（挪威語：Stordal）是挪威已撤銷的市镇，曾位於默勒-魯姆斯達爾郡。該市镇存在於1892年至2020年間。